# هیلشنباخ
شهر هیلشنباخ در ایالت نوردراین-وستفالن در کشور آلمان واقع شده‌است.